# BTC China
BTC China ist ein Handelsplatz für Bitcoins und wurde im Jahr 2011 gegründet. Sitz von BTC China ist Shanghai, CEO ist Bobby Lee.
Gemessen am Handelsvolumen (ca. 45 % des weltweiten Volumens, Stand Mitte Dezember 2013) nahm BTC China zeitweise die führende Stellung unter allen Handelsplätzen ein. Am 18. Dezember 2013 kündigte BTC China an, keine Einzahlungen mehr in der chinesischen Landeswährung Renminbi (CNY) anzunehmen. Die Kurse auf allen Bitcoin-Handelsplätzen brachen daraufhin massiv ein. Auf BTC China fiel der Kurs zeitweise bis auf einen Wert von knapp über 2000 CNY, weniger als einem Drittel des zwei Wochen zuvor erreichten Allzeithochs von knapp 7600 CNY. In der Folgezeit verringerten sich auch die Volumina auf BTC China deutlich. Anfang August 2015 war BTC China mit einem Anteil von ca. 21 % der weltweit zweitgrößte Handelsplatz für Bitcoins.
Am 14. September 2017 kündigte BTC China an, zum Monatsende den Handel mit Bitcoins zu beenden, nachdem die Regulierungsbehörden dies verlangt hatten.